# Søllinge
Søllinge är en tätort i Fåborg-Midtfyns kommun i Region Syddanmark i Danmark. Tätorten har 230 invånare (2024). Den ligger på Fyn, cirka 6,5 kilometer nordost om Ringe.